# Sertaconazol
Sertaconazol, vendido sob a marca Ertaczo, entre outros, é um medicamento antifúngico usado no tratamento do pé de atleta, micose, pitiríase versicolor e candidíase cutânea. É aplicado na área infectada duas vezes por dia durante 4 semanas.
Os efeitos secundários comuns incluem pele seca, queimadura na pele e pele inflamada. Podem ocorrer reacções alérgicas. Está na classe de medicamentos azólicos.
O sertaconazol foi aprovado para uso médico nos Estados Unidos em 2003.